# شاپرک مکزیکی
شاپرک مکزیکی (نام علمی: Coleophora mexicana) نام یک گونه از سرده غلاف‌دارها است.